# Kata Bethlen
Kata Bethlen de Bethlen (Bonyhád, 25 de novembre de 1700 – Făgăraș, 29 de juliol de 1759), també coneguda com a Katherine Bethlen, fou una escriptora hongaresa, una de les primeres del seu país en escriure memòries.
Va publicar la seva obra sota els títols Védelmező, erős paizs el 1759; Bujdosásnak emlékezetköve el 1733 (Les memòries del seu exili), i també l'obra compilatòria que inclou les seves cartes, Gróf Bethleni Bethlen Kata életének maga által való rövid leírása (Una breu descripció de la vida de la Comtessa Kata Bethlen escrita per ella mateixa). La seva obra reflecteix, a més dels problemes personals, els problemes polítics de l'època i els deures i tasques de les famílies líders del conflicte.
Bethlen va encoratjar el desenvolupament industrial a la seva propietat. Va estudiar ciències naturals, medicina i farmacologia, i va contribuir al progrés de l'educació establint escoles i programes de beques, especialment pel que fa a l'educació de les dones, que creia especialment negligida. La seva autobiografia ha estat considerada un bon exemple de literatura barroca.